# Сент-Ігнас (Мічиган)
Сент-Ігнас (англ. St. Ignace) — місто (англ. city) в США, в окрузі Мекінак штату Мічиган. Населення — 2306 осіб (2020).

## Географія
Сент-Ігнас розташований за координатами 45°53′14″ пн. ш. 84°43′54″ зх. д. / 45.88722° пн. ш. 84.73167° зх. д. (45.887170, -84.731711).  За даними Бюро перепису населення США в 2010 році місто мало площу 6,96 км², з яких 6,94 км² — суходіл та 0,02 км² — водойми.

## Демографія
Згідно з переписом 2010 року, у місті мешкали 2452 особи в 1064 домогосподарствах у складі 633 родин. Густота населення становила 352 особи/км².  Було 1299 помешкань (187/км²).
Расовий склад населення:
| - 63,4 % — білих - 27,8 % — корінних американців - 1,0 % — чорних або афроамериканців - 0,3 % — азіатів |

До двох чи більше рас належало 7,3 %. Частка іспаномовних становила 1,1 % від усіх жителів.
За віковим діапазоном населення розподілялося таким чином: 21,3 % — особи молодші 18 років, 61,0 % — особи у віці 18—64 років, 17,7 % — особи у віці 65 років та старші. Медіана віку мешканця становила 44,5 року. На 100 осіб жіночої статі у місті припадало 93,2 чоловіків;  на 100 жінок у віці від 18 років та старших — 89,4 чоловіків також старших 18 років.
Середній дохід на одне домашнє господарство  становив 47 519 доларів США (медіана — 34 555), а середній дохід на одну сім'ю — 57 760 доларів (медіана — 46 063). Медіана доходів становила 40 284 долари для чоловіків та 27 813 долари для жінок. За межею бідності перебувало 17,5 % осіб, у тому числі 27,6 % дітей у віці до 18 років та 7,1 % осіб у віці 65 років та старших.
Цивільне працевлаштоване населення становило 1058 осіб. Основні галузі зайнятості: мистецтво, розваги та відпочинок — 25,1 %, освіта, охорона здоров'я та соціальна допомога — 17,7 %, публічна адміністрація — 11,4 %, роздрібна торгівля — 10,4 %.